# اس‌تی‌میکروالکترونیکس
اس‌تی‌میکروالکترونیکس (به انگلیسی: STMicroelectronics) شرکت فرانسوی-ایتالیایی و چندملیتی تولیدکننده تجهیزات الکترونیکی و نیمه‌رساناها می‌باشد، که دفتر مرکزی آن در شهر ژنو، سوئیس قرار دارد.
این شرکت بر پایه میزان درآمد، به عنوان بزرگترین سازنده تراشههای نیم‌رساناها در اروپا محسوب می‌شود. در حالی که دفتر مرکزی شرکت اس‌تی‌میکروالکترونیکس و ستاد مدیریتی آن، در ژنو قرار گرفته‌است، ولی بخش عملیاتی این شرکت، در شهر آمستردام، هلند مستقر می‌باشد.
دفتر مرکزی شعبه ایالات متحده این شرکت، در شهر کاپل، تگزاس قرار دارد. ستاد مرکزی شعبه آسیا اس‌تی‌میکروالکترونیکس در سنگاپور و ساختمان مرکزی شعبه ژاپن و کره جنوبی آن نیز، در توکیو مستقر می‌باشند. دفتر مرکزی شعبه چین این شرکت، در شهر شانگهای قرار گرفته‌است.
شرکت اس‌تی‌میکروالکترونیکس، در فهرست اولیه بازار بورس یورونکست ذکر شده‌است و به عنوان جزئی از شاخص فرانسوی کاک ۴۰ محسوب می‌شود. این شرکت همچنین در فهرست ثانویه از بازار بورس نیویورک و نیز بازار بورس ایتالیا، ذکر شده‌است.